# Primera División de Costa Rica 1923
Die Saison 1923 war die 3. Spielzeit der Primera División de Costa Rica, der höchsten costa-ricanischen Fußballliga. Es nahmen sieben Mannschaften teil, Titelträger CS Herediano zog sich jedoch nach nur einem Spiel zurück. CS Cartaginés gewann zum ersten Mal die Meisterschaft.

## Austragungsmodus
- Die sieben teilnehmenden Teams spielten in einer Einfachrunde (Hin- und Rückspiel) im Modus Jeder gegen Jeden den Meister aus.
- CS Herediano zog sich nach nur einem Spiel zurück.

## Endstand
| Pl.             | Verein                   | Sp. | S | U | N | Tore    | Diff. | Punkte |
| --------------- | ------------------------ | --- | - | - | - | ------- | ----- | ------ |
| 1.              | CS Cartaginés            | 10  | 8 | 0 | 2 | 029:100 | +19   | 16     |
| 2.              | CS La Libertad           | 10  | 6 | 2 | 2 | 025:100 | +15   | 14     |
| 3.              | LD Alajuelense           | 10  | 5 | 3 | 2 | 014:900 | +5    | 13     |
| 4.              | SG Española              | 10  | 2 | 4 | 4 | 011:200 | −9    | 08     |
| 5.              | CS Progreso (N)          | 10  | 1 | 3 | 6 | 006:250 | −19   | 05     |
| 6.              | CS La Unión de Tres Ríos | 10  | 1 | 2 | 7 | 009:200 | −11   | 04     |
| 6.              | CS Herediano (M)         | 0   | 0 | 0 | 0 | 000:000 | ±0    | 0      |
| Stand: Endstand |                          |     |   |   |   |         |       |        |